# مصفوفة هيسنبرغ
في الجبر الخطي تعتبر مصفوفة هيسنبرغ نوع خاص من المصفوفات المربعة، وقد تعتبر مصفوفة مثلثية. وعلى وجه التحديد فإن مصفوفة هيسنبرغ العليا تحتوي على أصفار أسفل القطر الرئيسي. بينما تحتوي مصفوفة هيسنبرغ السفلي على أصفار أعلى القطر الرئيسي. 

مثال : 

{\displaystyle {\begin{bmatrix}1&4&2&3\\3&4&1&7\\0&2&3&4\\0&0&1&3\\\end{bmatrix}}}
هي مصفوفة هيسنبرغ العليا. 

{\displaystyle {\begin{bmatrix}1&2&0&0\\5&2&3&0\\3&4&3&7\\5&6&1&1\\\end{bmatrix}}}
هي مصفوفة هيسنبرغ السفلي.

## التسمية
سميت على اسم رياضي الألماني كارل هيسنبرغ.

## الخواص
حاصل ضرب مصفوفة هيسنبرغ مع مصفوفة مثلثية، هي مصفوفة هيسنبرغ.

وبتعبير أدق إذا كانت A هي مصفوفة هيسنبرغ العليا، و T هي مصوفة هيسنبرغ السفلى. فإن AT و TA يكونا مصفوفتي هيسنبرغ العليا